# Diane Watson
Diane Edith Watson (ur. 12 listopada 1933 w Los Angeles) – amerykańska polityczka, członkini Partii Demokratycznej.

## Działalność polityczna
Od 1978 do 1990 i od 1994 do 1998 zasiadała w stanowym Senacie Kalifornii. Od 1999 do 2000 była ambasadorką w Mikronezji. W okresie od 5 czerwca 2001 do 3 stycznia 2003 przez jedną kadencję była przedstawicielką 32. okręgu, a od 3 stycznia 2003 do 3 stycznia 2011 przez cztery kadencje była przedstawicielką 33. okręgu wyborczego w stanie Kalifornia w Izbie Reprezentantów Stanów Zjednoczonych.